# Sent Fresald de Ventalon
Sent Fresald de Ventalon (en francès Saint-Frézal-de-Ventalon) és un municipi del departament francès del Losera, a la regió d'Occitània.